# Woolworths (Australien)
Woolworths Group ist ein australisches Unternehmen mit Sitz in Bella Vista, New South Wales. Das Unternehmen ist im Aktienindex S&P/ASX 50 gelistet. Das Unternehmen ist das größte Einzelhandelsunternehmen nach Marktkapitalisierung in Australien und Neuseeland. Des Weiteren ist Woolworths der größte Händler von Nahrungsmitteln in Australien und der zweitgrößte in Neuseeland. Zudem ist das Unternehmen der größte Händler von Alkohol sowie Pokermaschinenbetreiber in Australien. Rund 175.000 Mitarbeiter sind im Konzern beschäftigt.

## Unternehmensgeschichte
Das Unternehmen eröffnete am 5. Dezember 1924 an der Pitt Street in Sydney das erste Geschäft. Die Gründer waren Percy Christmas, Stanley Chatterton, Scott Waine, George Creed und Ernest Williams. Als Unternehmensname (Firma) wurde Woolworths gewählt, da im australischen Bundesstaat zur Registrierung der Name zur Verfügung stand, obgleich in den Vereinigten Staaten das Einzelhandelsunternehmen F. W. Woolworth Company tätig war. Der Name stammt daher nicht von unternehmerischen oder finanziellen Verbindungen zum US-amerikanischen Einzelhandelsunternehmen, sondern ist dem Umstand geschuldet, dass die Firma in Australien 1924 zur Registrierung frei war. In den folgenden Jahren eröffneten weitere Geschäfte in Australien. 1929 wurde das erste Geschäft in Wellington, Neuseeland, eröffnet. Das erste Nahrungsmittelgeschäft eröffnete in Neuseeland in Auckland 1956 und der erste Supermarkt in Neuseeland entstand 1971.

## Marken in Australien

### Supermärkte
- Woolworths
- Safeway
- Food For Less
- Flemings
- Thomas Dux Grocer

### Alkoholverkauf
- Woolworths Liquor
- Safeway Liquor
- BWS (Beer Wine Spirits)
- Dan Murphy's
- ALH Group

### Elektronikhandel
- Dick Smith Electronics
- Dick Smith Powerhouse
- Tandy
- Croma/Tata Group Venture

## Weitere Handelssparten
- Big W
- Caltex Woolworths/Safeway

## Marken in Neuseeland
- Woolworths
- Foodtown
- Countdown
- Woolworths @ Gull
- Dick Smith Electronics
- Dick Smith Powerhouse